# Gare de Petit-Réderching
Gare de Petit-Réderching vasútállomás Franciaországban, Petit-Réderching településen.

## Vasútvonalak
Az állomást az alábbi vasútvonalak érintik:
- Haguenau–Hargarten - Falck-vasútvonal

## Kapcsolódó állomások
A vasútállomáshoz az alábbi állomások vannak a legközelebb: